# Kurmark

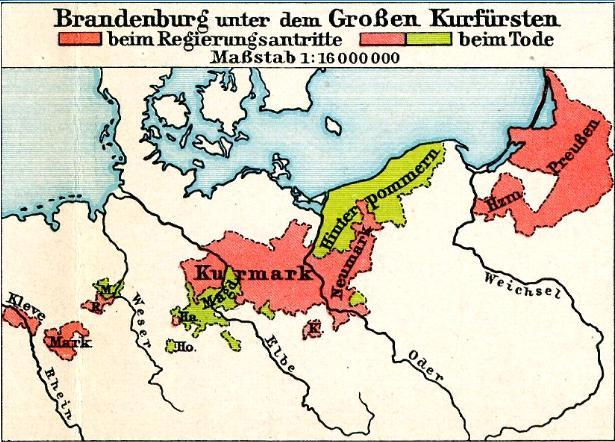
Brandenburg-Preußen mit der zentralen Kurmark und Preußen um 1688

Die Kurmark, in älterer Schreibweise auch Churmark, war jenes Territorium des Heiligen Römischen Reichs, auf dem die Kurwürde der Markgrafen von Brandenburg beruhte, wie es 1356 die Goldene Bulle festgelegt hatte. Die Bezeichnung Kurmark setzte sich erst im 17. Jahrhundert durch.

## Begriffsgeschichte
Bis 1535 waren das Kurfürstentum der brandenburgischen Hohenzollern und die Mark Brandenburg als ein Reichslehen territorial deckungsgleich.
Dies änderte sich erst durch die Landesteilung von 1535 zwischen Joachim II., der die Mark Brandenburg, und Markgraf Johann, der die Neumark und weitere Randgebiete wie Cottbus erhielt. Der Begriff Kurmark blieb in dieser Zeit auf die Mark Brandenburg beschränkt. Auch nachdem Mark und Neumark wiedervereinigt wurden, blieben die landes- und ständische Verwaltung beider Teile bestehen. So war die übliche Bezeichnung für das gesamte brandenburgische Gebiet Chur und Mark Brandenburg. Gegebenenfalls wurden Zusätze wie diesseits beziehungsweise jenseits der Oder gebraucht, um Unklarheiten über die geografischen Ausdehnungen im jeweiligen Kontext auszuräumen.
Die Bezeichnung Churmark ist erst seit 1640 nicht mehr eindeutig zuordenbar. Anfänglich synonym für den Begriff Chur und Mark Brandenburg verwendet, wurde er zusehend nur für die westliche Hälfte benutzt. In der Bezeichnung Churmark war, bedingt durch diverse territoriale Zugewinne, ab 1648 in der Regel die Neumark nicht mit inbegriffen, während man im 18. Jahrhundert für die ganze Mark die Bezeichnung Chur und Neumark verwendete.

## Generalsuperintendentur Kurmark
In jeder der neun Kirchenprovinzen der Evangelischen Kirche in Preußen gab es seit 1829/30 eine oder mehrere Generalsuperintendenturen. Für den Norden, Nordwesten und Westen (vor allem Regierungsbezirk Potsdam) der Kirchenprovinz Mark Brandenburg bestand die Generalsuperintendentur Kurmark mit Sitz in Potsdam. Die Bezeichnung Generalsuperintendent der Kurmark schloss dabei an die Amtsbezeichnung früherer Generalsuperintendenten an, die für das gesamte Kurfürstentum Brandenburg (jedoch ohne Brandenburg-Schwedt oder Pommern) mit Sitz in Berlin amtierten. Daneben bestand in der Kirchenprovinz Brandenburg eine weitere Generalsuperintendentur für die Neumark-Niederlausitz mit Sitz in Cottbus. 1871 wurde das Stadtgebiet Berlin zur eigenständigen Generalsuperintendentur. Die Generalsuperintendentur Kurmark bestand – mit der Unterbrechung von 1933 bis 1945, als Propsteien an die Stelle der Generalsuperintendenturen traten – bis 1949. Danach wurde ihr Gebiet zugunsten der 1945 um Ostbrandenburg verkleinerten Generalsuperintendentur in Cottbus und 1963 nochmals zugunsten des neugeschaffenen Sprengels Eberswalde verkleinert und der Sitz nach Neuruppin verlegt sowie der Name in Sprengel Neuruppin geändert.
Generalsuperintendenten der Kurmark ab 1829
- 1829–1853: Daniel Amadeus Neander; in Personalunion war er von 1823 bis 1865 Propst der Petrikirche (Berlin-Cölln).
- 1853–1873: Wilhelm Hoffmann, auch Hofprediger
- 1873–1879: Bruno Brückner (kommissarisch, daneben Generalsuperintendent für Berlin)
- 1879–1891: Rudolf Kögel, ab 1863 auch Hofprediger zu Berlin
- 1892–1903: Ernst Dryander
- 1903–1921: Paul Köhler (1848–1926)
- 1921–1924: Karl Axenfeld (1869–1924)
- 1925–1933: Otto Dibelius, durch den preußischen Staatskommissar für Kirchenangelegenheiten August Jäger – wider die Kirchenordnung – beurlaubt
- 1933–1936: Fritz Loerzer (mit dem Titel Propst)
- 1933–1946: Otto Dibelius; er ignorierte die Beurlaubung und amtierte weiter, wurde jedoch nur in den Kirchengemeinden, die zur Bekennenden Kirche hielten, akzeptiert; 1945 bestätigte die provisorisch gebildete Kirchenleitung (der Beirat) Dibelius als Generalsuperintendenten. Der Beirat beauftragte Dibelius zudem, die vakanten Generalsuperintendenturen Berlin und Neumark-Niederlausitz vertretungsweise zu übernehmen.
- 1947–1963: Walter Braun (1892–1973)[1]

## Territoriale Gliederung
Die Kurmark umfasste 1804 eine Fläche von 434 Quadratmeilen. Sie bestand aus den folgenden Landschaften (auch Provinzen genannt):
- Altmark
- Mittelmark
- Prignitz
- Uckermark

Jede Landschaft umfasste mehrere Kreise. Darüber hinaus gehörten der Beeskow-Storkowische Kreis und der Luckenwaldesche Kreis zur Kurmark, ohne einer Landschaft zugeordnet zu sein.